# Kheneg Mayoum
Kheneg Mayoum (em árabe: خنق مايوم), também escrito Khneg Maoum, é uma comuna localizada na província de Skikda, Argélia. De acordo com o censo de 2008, a população total da cidade era de 4 587 habitantes.